# سوسو لیپارتلیانی
سوسو لیپارتلیانی (انگلیسی: Soso Liparteliani؛ زادهٔ ۳ فوریهٔ ۱۹۷۱) جودوکار اهل گرجستان است.
از افتخارات وی میتوان به کسب مدال برنز در بازی‌های المپیک تابستانی ۱۹۹۶ اشاره کرد. 